# Slädene kyrka
Slädene kyrka är en kyrkobyggnad som sedan 2018 tillhör Varabygdens församling (2002—2018 Levene församling och tidigare Slädene församling) i Skara stift. Den ligger i den nordligaste delen av Vara kommun.

## Historia
En äldre träkyrka har funnits på platsen, men låg då inne på kyrkogården i den sydöstra delen. Den revs år 1848 efter att en ny kyrka byggts i Sparlösa även för Slädeneborna. Den 1922 hemkomna missionären Ingegerd Ehn aktualiserade frågan om en kyrka i hemsocknen.

## Kyrkobyggnaden
Träkyrkan uppfördes i sin helhet 1924 efter ritningar av arkitekt Anders Roland. Byggnaden vilar på en betongsockel och består av ett långhus med nord-sydlig orientering. Vid norra kortsidan finns ett smalare rakt kor och vid södra kortsidan ett smalt vapenhus. Väster om koret finns en vidbyggd sakristia. Ytterväggarna är klädda med rödfärgad stående träpanel. Interiörens färgsättning hade förändrats, men återställdes vid en restaurering 2002.

## Klockstapel
På kyrkogården står en klockstapel med en medeltida klocka.

## Inventarier
- Medeltida dopfunt från den gamla kyrkan.
- Altaruppsatsen har övertagits från Longs gamla kyrka.

### Orgel
På golvet i kyrkans södra del står en orgel från 1980 byggd av Smedmans Orgelbyggeri, vilken övertogs 2011 från Vara kyrka. Den har sex stämmor fördelade på manual och pedal.

## Bilder

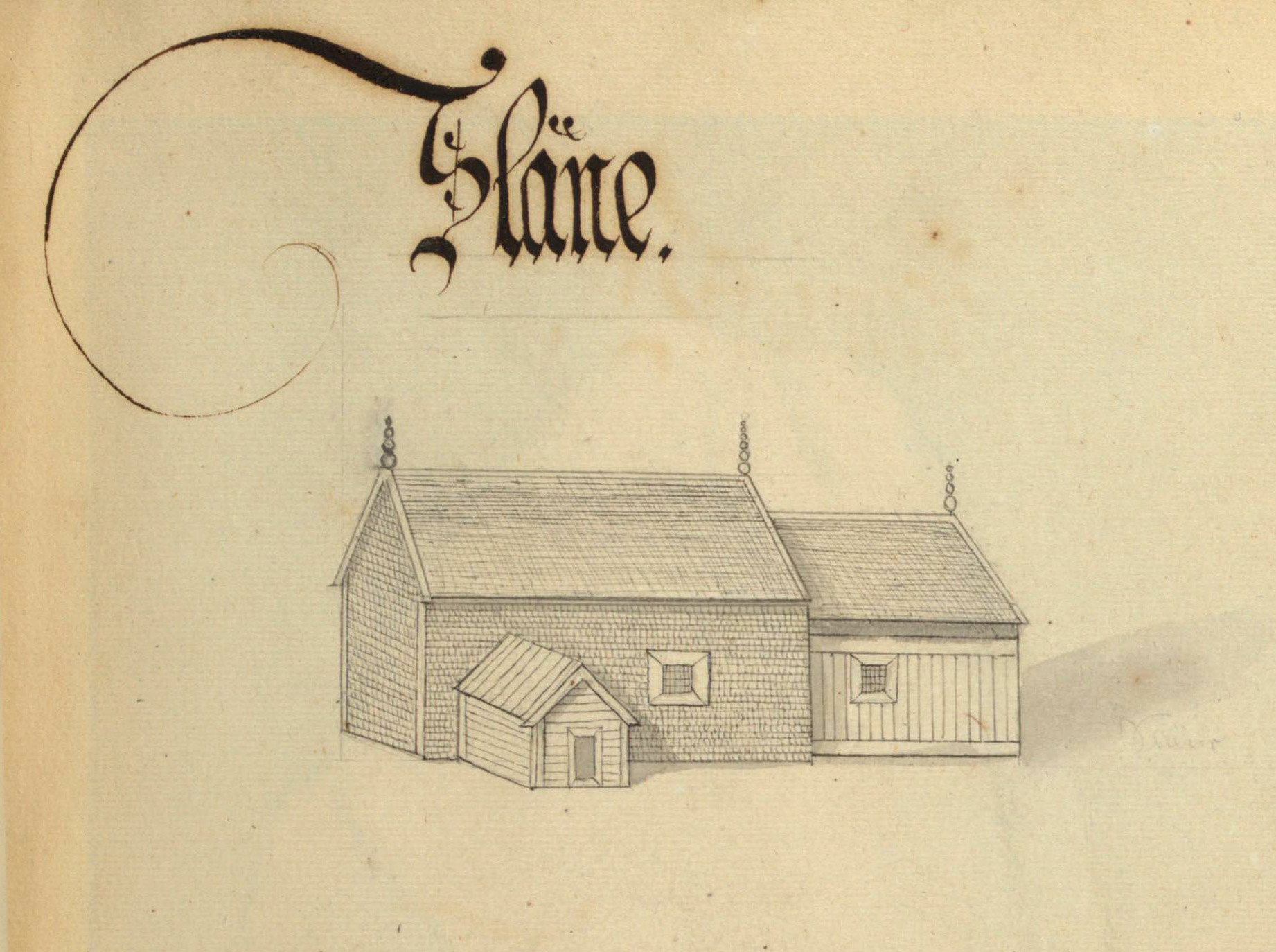
Den gamla kyrkan på teckning omkring 1670.
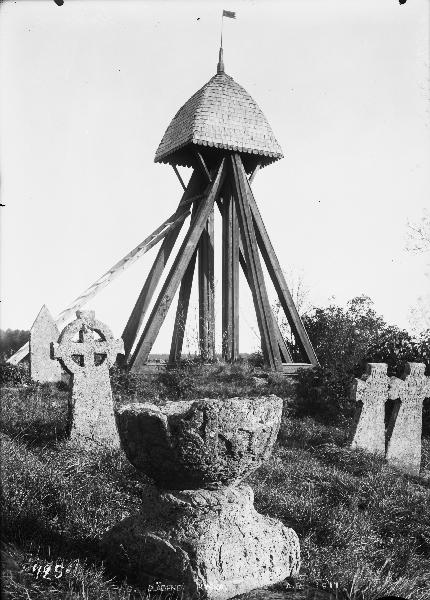
Kyrkogården med klockstapel och medeltida dopfunt.